# Luigi Fausti
Don Luigi Fausti (Campello sul Clitunno, 18 marzo 1883 – Campello sul Clitunno, 22 agosto 1943) è stato un presbitero, storico, storico dell'arte, docente, bibliotecario e archivista italiano.

## Biografia
Fin quando giunse la morte, in una triste stagione italiana, il 22 agosto 1943»
(Giuseppe Chiaretti)

### Il sacerdote
Luigi Fausti nasce a Campello sul Clitunno da una coppia molto religiosa; insieme al fratello Zeno sceglie il percorso di fede che lo porterà all'ordinazione sacerdotale. Entrambi frequentano il seminario di Foligno e poi quello di Spoleto; Zeno, nominato parroco di Montefalco, muore all'età di trent'anni. Luigi viene ordinato sacerdote nel 1906 e nominato parroco di Poreta, frazione di Spoleto. Poco dopo gli viene affidata la cattedra di Lettere al seminario arcivescovile di Spoleto dove successivamente insegnerà anche Storia Ecclesiastica e Archeologia cristiana. L'arcivescovo Domenico Serafini, apprezzando la vasta cultura del giovane sacerdote, lo nomina prima suo segretario privato e dal 1910 Cancelliere della Curia Arcivescovile, ruolo che il Fausti ricoprirà fino alla morte. Nel 1912 viene nominato canonico della cattedrale di Spoleto.
Ha modo di arricchire la propria formazione culturale e coltivare l'amore per l'arte, per la storia del territorio e per la storia ecclesiastica, grazie al rapporto con Michele Faloci Pulignani, vicario generale dell'Arcidiocesi di Spoleto dal 1906 al 1912, studioso di valore, fondatore e direttore nel gennaio 1884 della rivista di studi storici denominata Archivio storico delle Marche e dell'Umbria. 
Nel 1912 Fausti è tra i soci fondatori (con Faloci Pulignani e altri otto sacerdoti) della Società di Storia Ecclesiastica dell'Umbria, ente che dal 1914 al 1921 cura la rivista trimestrale Archivio per la Storia Ecclesiastica dell'Umbria; ne diviene il più fedele e generoso collaboratore, oltre che segretario, autore di diversi articoli relativi alla storia e alle tradizioni di Spoleto, dei suoi ambienti e dei suoi monumenti.
Nel settembre del 1918 viene nominato segretario generale dell'Accademia spoletina, incarico che ricoprirà fino alla morte (con un'interruzione fra il 1932 e il 1937); crede sinceramente nella funzione promozionale dell'accademia e non si limita a svolgere funzioni burocratiche ma, all'attività di ricercatore di storia locale civile e religiosa, affianca frequenti iniziative divulgative, assumendone anche gli aspetti operativi.
Nello stesso anno fonda la prima Conferenza di San Vincenzo de' Paoli spoletina e nel ruolo di assistente diocesano dell'Unione donne di Azione cattolica e della Gioventù Femminile di Azione cattolica (Dame e Damine), promuove in città numerose iniziative a carattere formativo religioso e morale, ma anche civile e politico, come le Settimane Sociali delle Donne nel 1922 e nel 1925.
Nel 1928 organizza e allestisce la mostra commemorativa nel IV centenario della morte di Giovanni di Pietro detto Lo Spagna; in esposizione opere del Maestro, incunaboli umbri e codici miniati.
Il suo ministero lo pone a stretto contatto anche con Pietro Bonilli con il quale condivide quasi 30 anni di vita sacerdotale, di scelte e progetti; dopo la sua morte, avvenuta nel 1935, forte del lungo periodo trascorso al suo fianco, Fausti ne scrive la biografia.
Dal 1935 è arcidiacono della cattedrale, segretario e poi camerlengo del capitolo; contemporaneamente viene ascritto tra i camerieri segreti soprannumerari del papa.

### Bibliotecario e archivista
Per molti anni, a partire dal 1930, Fausti dirige la Biblioteca comunale di Spoleto. Nel 1933 si occupa del trasferimento nella nuova sede di Palazzo Mauri, assorbe la biblioteca circolante, fondata da Luigi Morandi nel 1867, e riorganizza tutto il materiale bibliografico, impiantando nuovi cataloghi per autori e per soggetti. Finalmente la biblioteca può di nuovo essere a disposizione dei lettori dopo un lungo periodo di chiusura.
Inizia la sua attività di archivista ordinando l'Archivio della Curia di Spoleto che contiene documenti di grande rilevanza, ma raramente usati, non facilmente accessibili. Per velocizzarne la consultazione si dedica allo studio e alla classificazione delle lettere, in modo molto empirico, ma efficace. 
Inoltre si impegna nella trascrizione di alcune importanti raccolte pergamenacee, conservate nell'archivio capitolare del Duomo di Spoleto, nell'archivio della basilica di San Gregorio e nel Monastero della Stella.
Insieme ad altri sacerdoti dell'Umbria, si interessa ai manoscritti dell'Abbazia di Sassovivo, custoditi nell'Archivio Arcivescovile, e grazie alla collaborazione con Giovanni Antonelli, ne pubblica i documenti più antichi, editi dall'Istituto di Paleografia dell'Università di Roma.
Si occupa anche dell'Archivio storico comunale, concentrato in alcune stanze del Palazzo comunale e ben ordinato nel 1853 da Achille Sansi. 
Come Conservatore dell'Archivio compila minuziose schede sugli insediamenti del contado di Spoleto, schede rimaste a lungo manoscritte e poi trasferite nel testo in due volumi I castelli e le ville dell'antico contado e distretto della città di Spoleto pubblicati postumi, integrati con testi e monografie da vari autori.

### Lo storico
Con la propria produzione storiografica, seppur da autodidatta, il Fausti riesce ad integrare l'opera di Achille Sansi consultando fonti documentarie diverse, come i fondi archivistici ecclesiastici, e approfondendo la storia dell'arte umbra, la storia delle istituzioni religiose e del costume. Per molti anni è uno dei collaboratori più attivi e autorevoli della Deputazione di Storia Patria per l'Umbria.
Nominato presidente della Commissione diocesana per l'Arte Sacra, si impegna a restaurare monumenti e chiese di Spoleto (San Domenico, Sant'Eufemia, San Pietro, dei Santi Giovanni e Paolo e, fuori Spoleto, le chiese di Castel San Felice e di Ponte di Cerreto di Spoleto), sostenuto dalla Brigata Amici dell'Arte e del Paesaggio, un gruppo di cittadini, da lui stesso organizzati, riuniti per valorizzare, restaurare, difendere e promuovere il patrimonio storico-artistico della città con manifestazioni e convegni.
È sua l'idea di fondare un "Centro di studi longobardi per l'Italia centrale"; non riuscirà a vederne la realizzazione, ma il suo suggerimento verrà accolto dall'Accademia spoletina e dalla Deputazione di Storia Patria per l'Umbria che nel 1951 organizzeranno il 1º Congresso Internazionale di Studi Longobardi, da cui l'anno dopo nascerà l'attuale Centro italiano di studi sull'alto medioevo.
Per molti anni lavora all'opera che avrebbe dovuto essere il coronamento della sua vita di studioso: la Storia di Spoleto, con la descrizione dei numerosi monumenti cittadini, dotata quindi di un'ampia guida critica. L'opera rimarrà incompiuta: nell'agosto del 1943 accusa un malore mentre celebra la Messa nella piccola chiesa di Sant'Alò; morirà alcuni giorni più tardi. Il materiale da lui raccolto sarà pubblicato postumo nel 1943 in un primo volume dal titolo Le Scuole e la cultura a Spoleto, nell'alto medioevo, nel periodo comunale e nell'età moderna.

### Incarichi e collaborazioni
La carriera ecclesiastica e gli impegni civili lo portano ad assolvere numerosi incarichi:
- Cancelliere della Curia Arcivescovile di Spoleto dal 1910 al 1943
- Socio fondatore nel 1914 della Brigata Amici dell'Arte e del Paesaggio[19]
- Presidente della Commissione diocesana per l'Arte Sacra
- Assistente e cappellano del Convitto orfane degli impiegati dello stato di Spoleto[13]
- Segretario generale della Accademia spoletina dal 1918 al 1943 (con un'interruzione dal 1932 e il 1937)[20]
- Giudice sinodale
- Esaminatore del clero
- Censore ecclesiastico per la stampa
- Membro del Consiglio diocesano di amministrazione
- Direttore della Pia associazione dei missionari della Sacra Famiglia
- Direttore della Biblioteca comunale Giosuè Carducci di Spoleto dal 1930 al 1943
- Conservatore dell'Archivio storico comunale di Spoleto
- Ispettore archivistico onorario
- Socio del Consiglio Provinciale di Storia Nazionale della Regione Umbria
- Segretario della Società di Storia Ecclesiastica dell'Umbria dal 1913 al 1921[8].
- Fondatore della sezione spoletina del Partito Popolare[21]
- Insegnante di Lettere, Storia Ecclesiastica e Archeologia cristiana al Seminario di Spoleto; di Religione alle scuole medie; di Storia dell'Arte al ginnasio (Liceo classico Pontano Sansi) dal 1929 al 1935[22].

## Pubblicazioni
Molteplice fu la sua attività culturale che si concretizzò in numerose pubblicazioni.
Elenco parziale:
- Frate Filippo da Campello o frate Giovanni da Penna? A proposito dell'architetto della basilica superiore di S. Francesco in Assisi, Spoleto, Tipografia dell'Umbria, 1909.
- Clitunno Pagano e clitunno cristiano, Spoleto, Tipografia Panetto e Petrelli, 1910.
- Del Sepolcro di S. Giovanni, arcivescovo di Spoleto, martire: con uno studio critico intorno a una distruzione saracena di Spoleto secondo un documento del X secolo, e con una introduzione sopra la letteratura agiografica locale relativa alle origini e allo sviluppo primitivo della Chiesa spoletina, Castelplanio, Tipografia L. Romagnoli, 1911.
- Le chiese della diocesi di Spoleto nel XIV secolo secondo un codice del XVI secolo, in Archivio per la storia ecclesiastica dell'Umbria, vol. 1, Foligno, Tipografia S. Carlo, 1913,  pp. 129-216.
- Notizie artistiche del Duomo di Spoleto, in Archivio per la Storia Ecclesiastica dell'Umbria, Foligno, Campitelli, 1914,  p. 52.
- Le pitture di Fra Filippo Lippi nel Duomo di Spoleto, in Archivio per la Storia ecclesiastica dell'Umbria, vol. 2, Perugia, Unione Tipografica Coop., 1915.
- La Cappella musicale del Duomo di Spoleto, Perugia, Unione Tipografica Cooperativa, 1916.
- Le pergamene dell'Archivio del Duomo di Spoleto, in Archivio per la storia ecclesiastica dell'Umbria, 1917,  p. 402.
- Per la incoronazione della Madonna ss. della Bruna venerata presso Castelritaldi nella archidiocesi di Spoleto: memorie storiche, Spoleto, Tipografia dell'Umbria, 1919.
- Un'autobiografia poetica di Loreto Vittori, Spoleto, Atti dell'Accademia spoletina (1920-1922), 1922.
- L'Umbria francescana: Spoleto, Spoleto, Arti grafiche Panetto e Petrelli, 1926.
- Spoleto, Spoleto, Pro Spoleto, 1926.
- Catalogo della Mostra delle opere di Giovanni di Pietro, detto "Lo Spagna" nel 4º centenario della morte, Spoleto, 1928.
- Il Seminario arcivescovile e gli antichi seminari minori della diocesi di Spoleto: cenni storici, Spoleto, Unione tipografica nazzarena Fasano & Neri, 1930.
- Vita del canonico Don Pietro Bonilli, fondatore dell'Istituto Nazareno e dell'Istituto delle suore della s. Famiglia di Spoleto, Spoleto, Unione Tip. Nazzarena Fasano e Neri, 1936.
- Le Scuole e la cultura a Spoleto, nell'alto medioevo, nel periodo comunale e nell'età moderna, Spoleto, Accademia spoletina, 1943.
- La fanciullezza di Filippino Lippi a Spoleto, in Le pitture di Fra Filippo Lippi nel Duomo di Spoleto, Edizioni dell'Ente Rocca di Spoleto, 1970, ISBN non esistente.
- Luigi Fausti, L'Accademia spoletina: notizie storiche. Ristampa accresciuta ed aggiornata, a cura di Fabrizio Antolini, Spoleto, Accademia spoletina, 1977.
- Luigi Fausti, I castelli e le ville dell'antico contado e distretto della città di Spoleto, a cura di Lamberto Gentili, Evandro Pacifici e Bernardino Sperandio, Perugia, Editoriale umbra, 1990, ISBN 88-85659-30-6.

### InBollettino di Deputazione di Storia Patria per l'Umbria
- Il portico del Duomo di Spoleto. (Nuovi documenti), in Bollettino della Regia Deputazione di Storia Patria per l'Umbria, XXII, 1917,  pp. 339-344.
- Camillo Orsini e la pacificazione di Spoleto del 1516, in Bollettino della Regia Deputazione di storia patria per l'Umbria, XXII, 1917,  pp. 263-277.
- L'arte della ceramica a Spoleto, in Bollettino della Regia Deputazione di storia patria per l'Umbria, XXIII, 1918,  pp. 329-335.
- Michele Faloci Pulignani. Necrologio, in Bollettino della Regia Deputazione di storia patria per l'Umbria, XXXVIII, 1941,  pp. 228-232.
- Benedetto Leonetti Luparini. Necrologio, in Bollettino della Regia Deputazione di storia patria per l'Umbria, XXXVIII, 1941,  p. 236.

## Archivio Fausti
Nella Sezione di Archivio di Stato di Spoleto sono conservati i carteggi di monsignor Luigi Fausti e i manoscritti di sue opere inedite. Atti degli anni 1925-1943.